# Centro médico
Centro médico va ser una sèrie espanyola de televisió de drama mèdic, produïda per Televisió Espanyola en col·laboració amb Zebra Producciones. Es va emetre de dilluns a divendres a les 18.20 en La 1, entre el 26 d'octubre de 2015 i el 18 de gener de 2019. Als seus inicis va estar protagonitzada per Jesús Cabrero (Javier Blanco), Marina Lozano (Natalia Romero), Rocío Anker (Marina Rey), Jordi Mestre (Hamman Dacaret), Charo Molina (la infermera Clara Rivas), Fran Martínez (Diego Herranz) i María Pedroviejo (la infermera Pepa Monteoliva).

## Sinopsi i evolució
La sèrie va començar com un espai educatiu de docu-ficció en el qual es tractaven dos casos mèdics reals per episodi d'una manera didàctica, tractats a l'hospital fictici madrileny Centre Mèdic.
Progressivament es van anar incorporant nous personatges, al mateix temps que s'atorgava major importància a la ficció, a les relacions entre el personal de l'hospital i les seves vides privades, sense deixar de costat la seva faceta documental. Actualment s'emeten dos episodis diaris.
Després de les baixes audiències dels últims mesos i no aconseguir remuntar-les després dels canvis introduïts en la desena temporada, el 15 de gener de 2019 s'anuncia la seva cancel·lació i s'informa que aquest mateix divendres 18 de gener s'emetran els dos últims episodis de la sèrie, que passa a ser substituïda per Derecho a soñar.

## Escenari
Les nou primeres temporades es van rodar en la clínica Madrileña Nuevo Parque. A partir de la desena temporada, amb el canvi d'hospital després del tancament del primer pels problemes financers i de poder que van vertebrar les trames de la novena temporada, passa a rodar-se a l'Hospital Dental Arturo Soria, també a Madrid.

## Repartiment

### Repartiment final
- Charo Molina - Enfermera Clara Rivas (Episodi 1-1175)
- Jordi Mestre - Dr. Hamman Dacaret (Episodi 2-1175)
- María Pedroviejo - Enfermera Mª José "Pepa" Monteoliva (Episodi 2-1175)
- Ana Cela - Dra. Silvia Marco (Episodi 44-1175)
- José Navar - Dr. Ramón Landó (Episodi 85-1175)
- Ana Villa - Dra. Lucía Velázquez (Episodi 87-1175)
- Ana Caldas - Dra. Rocío Jiménez (Episodi 659-1175)
- Armando del Río - Dr. Carlos Merino (Episodi 1012-1175)
- Xabier Murua - Dr. Matías Herrera (Episodi 1012-1175)
- Vicente Renovell - Rafael (Episodi 1012-1175)
- Mariona Ribas - Celadora Esther González (Episodi 1012-1175)
- María Cotiello - Dra. Beatriz Reina (Episodi 1013-1175)
- Óscar Ramos - Dr. Andrés Silva (Episodi 1016-1175)
- Cristina Llorente - Dra. Ainhoa Cortel (Episodi 623-1071 / 1168-1175)

### Antics
- Jesús Ortega - Celador[7] Jorge Puga (Episodi 85-160)
- Christian Guiriguet - Dr. Jaime Ferrer (Episodi 156-376)
- Fran Martínez - Dr. Diego Herranz (Episodi 1-386)
- Octavi Pujades - Dr. Álvaro Mendieta (Episodi 166-716 / 740)
- Lolita Flores - Enfermera Manuela González (Episodi 904-965)
- Elena Furiase - Dra. Eva Soria (Episodi 904-966)
- Elvira Cuadrupani - Dra. Andrea Soto (Episodi 157-892 / 922 / 928-972)
- Marina Lozano - Dra. Natalia Romero (Episodi 2-1005)
- Enrique Martínez - Celador Juan José "Juanjo" Martínez (Episodi 163-1005)
- Jesús Olmedo - Dr. Alberto Molina (Episodi 728-1006)
- Rocío Anker - Dra. Marina Rey (Episodi 2-590 / 656-779 / 901-917 / 1004-1010)
- Jesús Cabrero - Dr. Javier Blanco (Episodi 1-1011)
- Rebeca Valls - Dra. Diana Ortega (Episodi 161-1041)
- María Isasi - Dra. Ángela Vega (Episodi 1012-1167 y aparición en el capítulo final número 1175)
- Horacio Colomé - Héctor Regojo (Episodi 161)
- Lucía Ramos - Fisioterapeuta Marta Palacio
- Sara Blasco - Recepcionista Nuria Galdón